# Пуэрто-Ордас

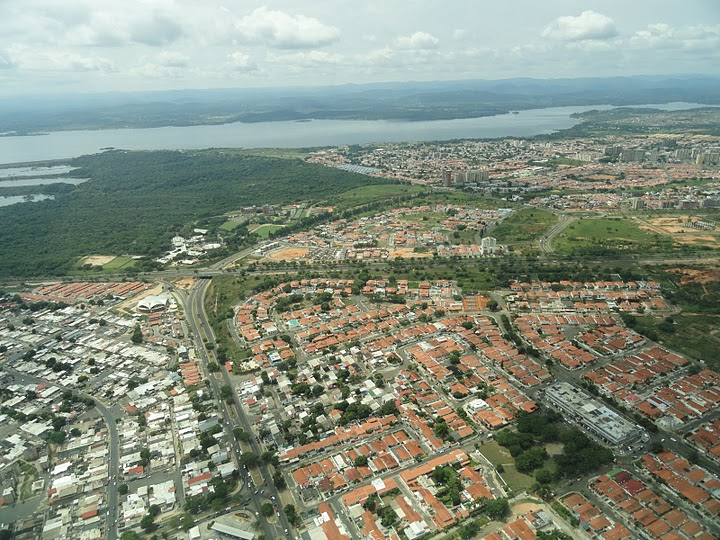
Пуэрто-Ордас с высоты птичьего полёта

Пуэ́рто-О́рдас (исп. Puerto Ordaz) — район города Сьюдад-Гуаяна (Венесуэла).

## История
Город Пуэрто-Ордас был основан в 1952 году на востоке Венесуэлы, в штате Боливар и являлся городом плановой застройки, основанном для развития отдалённых регионов страны. Расположен в месте впадения реки Карони в Ориноко, близ водопадов Льовисна. В 1961 году, путём объединения со старинным городком Сан-Феликс, был образован новый город, Сьюдад-Гуаяна, ставший крупнейшим в штате Боливар. Пуэрто-Ордас с населением в 600 тысяч человек является ныне его западной, крупнейшей частью.

## Территория и население
Пуэрто-Ордас занимает площадь в 1 930 км². По переписи 2001 года население района составило 600000 человек.

## Экономика
В Пуэрто-Ордасе находятся крупные металлургические предприятия — по выплавке стали и производству алюминия. Поблизости возведена крупная гидроэлектростанция — Макагуа. В Пуэрто-Ордасе располагаются предприятия крупнейших венесуэльские корпораций, таких как Alcasa, Venalum, Bauxilum, Carbonorca (все — по производству алюминия)), Ferrominera (переработка железной руды), Ternium Sidor (производство стали) а также Edelca и CVG (Corporación Venezolana de Guayana — «Венесуэльская корпорация Гуаяны», обе последние — по производству электроэнергии).

## Образование
В Пуэрто-Ордасе расположены несколько высших учебных заведений, в том числе католический и политехнический университеты.